# The Challenge: Espías, Mentiras y Aliados
The Challenge: Espías, Mentiras y Aliados es la trigésima séptima temporada del reality de competencia de MTV The Challenge. Está temporada presenta a exparticipantes de The Real World, Are You the One?, Big Brother (Estados Unidos, Nigeria y Reino Unido), Ex on the Beach, Geordie Shore, Love Island (Alemania, Estados Unidos y Reino Unido), Paradise Hotel, Shipwrecked, Survivor (España, Estados Unidos, Rumania y Turquía), The Circle, Too Hot to Handle, Ultimate Beastmaster, Warsaw Shore y 12 Dates of Christmas compitiendo para ganar un premio de $1,000,000. La temporada se estrenó el 11 de agosto de 2021 en los Estados Unidos y más tarde en más de 190 países, con un episodio de adelanto titulado "The Challenge Spies, Lies and Allies: Global Activation" emitido el 9 de agosto.
La serie marcó el capítulo número 500 del programa con el episodio titulado "500". Este hito fue reconocido por el presentador TJ Lavin antes de explicar el desafío del episodio.

## Elenco
Anfitrión: T.J. Lavin
| Participantes masculinos | Programa Original                 | Resultado      |
| ------------------------ | --------------------------------- | -------------- |
| Chris "CT" Tamburello    | The Real World: Paris             | Ganador        |
| Kyle Christie            | Geordie Shore 8                   | Segundo Puesto |
| Devin Walker-Molaghan    | Are You the One? 3                | Tercer puesto  |
| Nelson Thomas            | Are You the One? 3                | Cuarto puesto  |
| Emmanuel Neagu           | Survivor România 1                | Episodio 18    |
| Logan Sampedro           | Supervivientes España 13          | Episodio 17    |
| Josh Martinez            | Big Brother Estados Unidos 19     | Episodio 15    |
| Cory Wharton             | The Real World: Ex-Plosion        | Episodio 13    |
| Ed Eason                 | The Circle Estados Unidos 1       | Episodio 11    |
| Jeremiah White           | Love Island Estados Unidos 2      | Episodio 9     |
| Hughie Maughan           | Big Brother Reino Unido 17        | Episodio 8     |
| Faysal "Fessy" Shafaat   | Big Brother Estados Unidos 20     | Episodio 7     |
| Gábor "Gabo" Szabó       | Warsaw Shore 12                   | Episodio 5     |
| Corey Lay                | 12 Dates of Christmas             | Episodio 4     |
| Tommy Sheehan            | Survivor: Island of the Idols     | Episodio 3     |
| Kelechi "Kelz" Dyke      | Too Hot to Handle 1               | Episodio 2     |
| Renan Hellemans          | Ex on the Beach: Doble Holandés 4 | Episodio 1     |
| Nam Vo                   | Ultimate Beastmaster 1            | Episodio 1     |

| Participantes femeninas | Programa Original                 | Resultado      |
| ----------------------- | --------------------------------- | -------------- |
| Kaycee Clark            | Big Brother Estados Unidos 20     | Ganadora       |
| Tori Deal               | Are You the One? 4                | Segundo puesto |
| Emy Alupei              | Survivor România 1                | Tercer puesto  |
| Nany González           | The Real World: Las Vegas (2011)  | Cuarto puesto  |
| Amanda Garcia           | Are You the One? 3                | Episodio 18    |
| Tula "Big T" Fazakerley | Shipwrecked: Batalla de las Islas | Episodio 16    |
| Ashley Mitchell         | Real World: Ex-Plosion            | Episodio 14    |
| Bettina Buchanan        | Paradise Hotel Suecia 8           | Episodio 12    |
| Priscilla Anyabu        | Love Island Reino Unido 6         | Episodio 10    |
| Amber Borzotra          | Big Brother Estados Unidos 16     | Episodio 9     |
| Berna Canbeldek         | Survivor Turquía 8                | Episodio 8     |
| Esther Agunbiade        | Big Brother Nigeria 4             | Episodio 7     |
| Aneesa Ferreira         | The Real World: Chicago           | Episodio 5     |
| Michele Fitzgerald      | Survivor: Kaôh Rōng               | Episodio 4     |
| Natacha "Tacha" Akide   | Big Brother Nigeria 4             | Episodio 3     |
| Tracy Candela           | Love Island Alemania 2            | Episodio 2     |
| Lauren Coogan           | Love Island Estados Unidos 2      | Episodio 2     |
| Michaela Bradshaw       | Survivor: Millennials vs. Gen X   | Episodio 1     |

## Formato
Espías, Mentiras y Aliados presenta un desafío principal, un proceso de nominación y una ronda de eliminación. Esta temporada tuvo jugadores compitiendo en parejas masculinas/femeninas, con cada equipo compuesto por un competidor estadounidense y un competidor internacional basado en el país de origen del participante. Estos equipos cambiaron a lo largo de la temporada debido al formato del juego.
- Desafío Diario: Los jugadores compiten en un desafío principal en equipos de dos, donde el equipo ganador forma "La Agencia" y es inmune a la eliminación.
- Nominaciones: Los jugadores, además de la Agencia, participan en las nominaciones y deben votar por un equipo para participar en la ronda eliminatoria. Se les da 20 minutos para discutir antes de votar simultánea e individualmente. El equipo que reciba más votos está "comprometido" y competirá en la ronda eliminatoria.
- La Agencia: En La Guarida, los jugadores de la Agencia deben votar por un hombre y una mujer, independientemente de si son pareja o no, para competir contra el equipo comprometido en la ronda eliminatoria como pareja.
- Eliminación (La Guarida): El equipo comprometido compite contra las dos personas elegidas por la Agencia en una ronda de eliminación. El equipo ganador permanece en el juego mientras que el equipo perdedor es eliminado.

Al comienzo del episodio 10, las parejas se disolvieron y los concursantes formaron tres equipos de seis según el color que seleccionaron durante el desafío "Carrera del Diamante". El nuevo formato del juego es el siguiente:
- Desafío Diario: Los jugadores compiten en un desafío principal en equipos (o "células"), donde todos los miembros del equipo ganador forman la "Agencia" y son inmunes a la eliminación.
- Nominaciones: En las nominaciones, los jugadores tienen 20 minutos para conversar y defender su caso ante la Agencia. Luego, la Agencia debe votar individualmente por un jugador del género designado para competir en la ronda eliminatoria. El jugador que reciba más votos está "comprometido" y competirá en la ronda eliminatoria.
- Eliminación (La Guarida): En la Guarida, el jugador comprometido tiene la oportunidad de elegir a cualquier jugador no inmune como su oponente para la ronda de eliminación. El ganador permanece en el juego mientras que el perdedor es eliminado.

Al comienzo del episodio 18, los equipos se disolvieron para las dos últimas eliminaciones de la temporada como parte de la "Noche de Eliminación" antes del Desafío Final.

Giros
- Infiltración: Se produjeron dos variaciones del giro de infiltración a lo largo de la temporada (Ninguno de estos se aplicó en el episodio 9).
  - En los Episodio 1-8,  los ganadores de la ronda eliminatoria pueden optar por volver con sus compañeros, permanecer como un equipo, o pueden "infiltrarse" y seleccionar a cualquier jugador no inmune del sexo opuesto en un equipo existente (independientemente de su país de origen) como su nuevo compañero. En el caso de que se elijan jugadores en una pareja existente, sus dos ex socios y los dos ex socios de los ganadores de la eliminación también forman dos respectivos nuevos equipos.
  - De los episodios 10-16, el ganador de la ronda de eliminación puede optar por permanecer en su equipo actual o infiltrarse y unirse a cualquiera de los dos equipos restantes. Si eligen infiltrarse, deben seleccionar un jugador de su equipo deseado para intercambiar equipos.
- Noche de Eliminación: Inmediatamente después de la eliminación de "Carrera de Cohetes", los equipos se disolvieron y los jugadores tuvieron que votar por un hombre y una mujer para competir en la Guarida. Todos los jugadores, incluida la Agencia anterior, fueron elegibles para recibir votos. El hombre y la mujer con más votos tuvieron que llamar a un oponente del mismo género para una eliminación instantánea.

## Desafíos

### Desafíos diarios
- Comprometido: Cada concursante estadounidense comienza encadenado a una pila de bloques de cemento. Para determinar los equipos iniciales, cada concursante internacional debe correr por un camino para llegar a los concursantes estadounidenses, recogiendo un mazo y una llave en el camino. Una vez allí, deben desbloquear a un concursante estadounidense disponible con el que deseen asociarse antes de usar el mazo para romper los bloques de cemento y liberar una caja fuerte. Luego, los equipos deben llevar la caja fuerte a una estación de decodificación y abrirla para recolectar una piedra preciosa antes de proceder a la línea de meta. El primer equipo en cruzar la línea de meta gana.
  - Ganadores: Aneesa & Logan
- Atraco Heli: Jugado en dos equipos a la vez. Un miembro del equipo comienza en un automóvil a alta velocidad, mientras que su compañero comienza en un helicóptero aéreo. El miembro del equipo en el helicóptero debe arrojar bolsas de gemas a su compañero, quien debe atraparlas a través del techo corredizo del automóvil. Una vez que el automóvil llega al final de la pista, deben salir del automóvil y dirigirse a la línea de meta. El equipo que atrape más bolsas más rápido gana.
  - Ganadores: Esther & Fessy
- Reconocimiento de Cueva Marina: Jugado en dos equipos a la vez, los equipos se zambullen desde un acantilado de 9 metros para recoger su primera cápsula de "bomba" en el agua. Luego deben nadar a través de una cueva marina para recoger una segunda bomba, dirigirse a un WaveRunner y agarrarse a la tabla de bodyboard adjunta hasta que sean llevados a un punto de control. Desde el punto de control, deben nadar hasta la orilla y colocar las bombas en un podio. El equipo con el tiempo más rápido gana.
  - Ganadores: Ed & Tori
- Radiotransmisor: Jugado en dos eliminatorias de siete equipos, un miembro del equipo comienza suspendido debajo de una plataforma. Deben buscar tres códigos y decírselos a su pareja a través de un walkie-talkie. Su compañero debe buscar entre los escombros los códigos coincidentes y usar los números correspondientes para desbloquear una caja que contiene un detonador, que pueden usar para eliminar a otro equipo del desafío. El primer equipo en recolectar tres detonadores, o el último equipo en pie, gana su eliminatoria. Sin embargo, el equipo que lo logre gana más rápido y se convierte en la Agencia.
  - Ganadores: Esther & Fessy
- Campo Minado: Cada miembro del equipo debe completar tres obstáculos acumulativos para adquirir las piezas del rompecabezas y regresar para depositar su pieza del rompecabezas después de cada obstáculo. En el primer obstáculo, los jugadores deben arrastrarse debajo de una red para alcanzar su primera pieza del rompecabezas. En el segundo, los jugadores deben escalar un muro para llegar a su segunda pieza. En el tercer obstáculo, los jugadores deben tirar de un neumático más allá de una línea marcada y resolver el problema matemático adjunto para desbloquear una caja fuerte que contiene su tercera pieza del rompecabezas. Después de recolectar las seis piezas del rompecabezas, el primer equipo que lo resuelva gana.
  - Ganadores: Berna & CT
- Agentes Giratorios: Jugado en seis rondas de dos equipos a la vez, los equipos comienzan atados al techo de un automóvil. Mientras los autos realizan donas, deben encontrar sus símbolos de colores impresos en un tanque cercano y usar los números correspondientes para desbloquear una caja de seguridad antes de detonar una bomba de humo. El equipo con el tiempo más rápido gana.
  - Ganadores: Emanuel & Kaycee
- Bomba de Buceo: Jugado en tres eliminatorias, los equipos deben usar un scooter submarino para recoger dos cuerdas con piezas de rompecabezas adjuntas. Luego uno de ellos debe tomar una llave atada a un yate cercano y usarla para abrir un cofre con las piezas restantes del rompecabezas. Una vez que recolectan las 16 piezas del rompecabezas, los equipos deben resolver el rompecabezas y detonar su estación. El equipo con el tiempo más rápido gana.
  - Ganadores: CT & Emy
- Batalla de Bombas: Jugado en tres rondas, los equipos deben recuperar cuatro de sus bombas de colores del centro de un pozo de barro y devolverlas a su estación, alternando los miembros del equipo cada vez. Una vez que recolectan las cuatro bombas, deben recuperar una bomba de plata para avanzar a la siguiente ronda, mientras que el número de bombas de plata disminuye en cada ronda. El equipo que recupere la única bomba de plata en la ronda final gana.
  - Ganadores: Logan & Nany
- Diamante Veloz: Para la primera etapa, los jugadores corren para recoger un mazo antes de continuar hasta el final del camino. Al llegar, pueden seleccionar una de las tres tareas para completar: usar binoculares para ver su código en un letrero, encontrar una caja que encaje en las ranuras de una pared y escalar la pared para alcanzar su código, o raspar la pintura de un tablero para revelar su código. Luego, los jugadores deben ingresar el código para desbloquear una caja fuerte, recolectar un diamante y colocarlo en la estación de esmeralda, rubí o zafiro, cada uno de los cuales tiene capacidad para seis jugadores. Luego se reveló que estos serían los equipos (o "celdas") en los que los jugadores competirían. Para la segunda etapa, los equipos deben usar su mazo para romper bloques de cemento y colocar los escombros en un extremo de una estructura. Una vez que colocan suficientes escombros, la estructura se equilibraría para liberar un diamante, el primer equipo en volver a su estación gana.
  - Ganadores: Célula Esmeralda
- Sabotaje Satelital: Los equipos comienzan en un "satélite" suspendido sobre el agua. Un miembro del equipo a la vez debe saltar a través de los radios del satélite antes de saltar del último radio para desconectar un enchufe. Mientras tanto, los equipos restantes intentan detenerlos rociándolos con una manguera contra incendios. Los jugadores son descalificados si se caen de los radios o no saltan al sacar los enchufes. Gana el equipo que obtenga más enchufes en el tiempo más rápido. Además de convertirse en la Agencia, cada miembro del equipo ganador también recibió un premio en efectivo de $3,000 cada uno.
  - Ganadores: Célula Esmeralda
- Contacto Rápido: Jugado en tres rondas, con un equipo jugando a la ofensiva y un equipo jugando a la defensiva en cada ronda. Los miembros masculinos del equipo ofensivo comienzan en un extremo del campo y deben transferir la mayor cantidad de bolsas, de diferentes denominaciones, a una zona segura en el medio del campo. Los miembros femeninos del equipo deben luego transferir las bolsas de la zona segura a la zona de anotación. Mientras tanto, el equipo que juega a la defensiva intenta detenerlos robando las bolsas y sacándolos de los límites. El equipo que transfiera más dinero a la zona de anotación gana.
  - Ganadores: Célula Esmeralda
- Inteligencia Sumergida: Los equipos deben desatar una cuerda de 46 metros atada alrededor de un naufragio hundido. Luego deben atar la cuerda a un cofre, tirar del cofre a la orilla y colocar el diamante en el interior de un podio. El equipo con el tiempo más rápido gana.
  - Ganadores: Célula Esmeralda
- Inmersión: Inspirado en escenas de la próxima película Top Gun: Maverick. Los equipos comienzan en un avión suspendido sobre el agua. A medida que la aeronave cae al agua y comienza a sumergirse, los equipos deben recolectar 25 fichas simbolizadas adheridas a la aeronave. Luego deben sumergirse debajo del ala del avión para ver una clave de respuestas, nadar hasta la orilla y reproducir la clave colocando las fichas en un tablero de respuestas. Hay un límite de tiempo de 45 minutos antes del tiempo muerto de los equipos. El equipo con el tiempo más rápido gana.
  - Ganadores: Célula Zafiro
- Carrera Boom: Cada equipo comienza en su búnker en diferentes extremos de una trinchera estrecha; cada búnker tiene 10 cartuchos de dinamita en su detonador. Un miembro del equipo a la vez debe correr a través de la trinchera hasta el búnker del equipo contrario, recoger un cartucho de su dinamita y devolverlo a su detonador antes de que se vaya el siguiente miembro del equipo. El primer equipo en acumular 20 cartuchos de dinamita y detonar los búnkeres de sus oponentes gana.
  - Ganadores: Célula Zafiro
- Atraco del Millón de Dólares: Cada equipo recibe dos bolsas de lona y debe usarlas para transferir billetes por valor de $1 millón, que pesan más de 900 kilogramos en total, desde la bóveda de su equipo hasta una camioneta al final de un camino. El primer equipo en transferir todos sus billetes gana.
  - Ganadores: Célula Esmeralda
- Punto Muerto: Los equipos comienzan en una plataforma suspendida sobre el agua. Un miembro del equipo a la vez debe cruzar una viga y recoger una de las diez cápsulas de su equipo en el extremo opuesto antes de devolverla al cofre de su equipo. Mientras tanto, miembros de ambos equipos opuestos intentan derribarlos lanzándoles "bombas" desde una plataforma cercana. Si un jugador se cae de la viga mientras sostiene una cápsula, la cápsula se considera fuera de juego. El equipo que transfiera más cápsulas en el menor tiempo gana.
  - Ganadores: Célula Zafiro

### La Guarida
- Espalda con Espalda: Los cuatro jugadores comienzan atados por la espalda en el centro de una plataforma. El primer equipo que arrastre o empuje a sus oponentes por su respectiva rampa de la plataforma gana.
  - Jugado por: Corey L. & Michele vs. Michaela & Renan
- Agentes Volteados: Un miembro del equipo comienza atado a una jaula. Su compañero debe mover la jaula hacia adelante y hacia atrás para que puedan recolectar 12 piezas cúbicas del rompecabezas usando un imán sujeto a una cuerda. Una vez que recolecten las 12 piezas del rompecabezas, los equipos deben resolver el rompecabezas para revelar un mapamundi. El primer equipo en resolver el rompecabezas gana.
  - Jugado por: Ed & Emy vs. Kelz & Tracy
- Deslizándose: Los jugadores deben colocar cada uno de los postes provistos a una estructura para formar una escalera, que deben subir y para tocar la campana que está la parte superior. El primer jugador en colocar todos los postes y tocar la campana gana.
  - Jugado por: Berna vs. Tacha
- Por el Alambre: Cada equipo comienza esposado a un poste unido a una carrera de obstáculos. Deben maniobrar con el poste a través del campo para recoger una llave antes de regresar al inicio. El primer equipo en volver al inicio y tirar de la palanca gana.
  - Jugado por: Amber & Hughie vs. Corey L. & Michele
- Activos Superiores: Los jugadores deben trepar por una cuerda de 6 metros para llegar a una clave de rompecabezas. Deben memorizar la clave de rompecabezas antes de regresar para replicar la clave colocando mosaicos en un tablero de memoria. El primer jugador en replicar correctamente la clave de respuestas gana.
  - Jugado por: Gabo vs. Logan
- Jaula de Rabia: Los jugadores deben correr por un pasillo estrecho, pasar a su oponente y subir al final del pasillo para hacer sonar una campana. El primer jugador en tocar su campana dos veces gana.
  - Jugado por: Emy vs. Esther
- Carrera de Escape: Los equipos comienzan atados por las muñecas, atados espalda con espalda. Deben liberarse trepando por un palo para alcanzar una hojilla y cortando las cuerdas que los unen. El primer equipo en cortar las dos cuerdas gana.
  - Jugado por: Berna & Hughie vs. Jeremiah & Priscilla
- Colgando en Equilibrio: Los equipos comienzan sujetados a un arnés en la parte superior de una plataforma y deben transferir todas las piezas del rompecabezas a través de una viga de equilibrio en ángulo a su estación de rompecabezas, con ambos miembros del equipo cruzando simultáneamente. Los equipos deben regresar al inicio de la viga si se caen. Una vez que transfieren todas las piezas del rompecabezas, el primer equipo en armar el rompecabezas vertical gana.
  - Jugado por: Amber & Jeremiah vs. Bettina & Cory
- Busca y Destruye: Los jugadores deben buscar entre montones de arena para encontrar ocho neumáticos de colores. Luego deben memorizar una secuencia de luces de colores intermitentes y replicar la secuencia en su estación colocando los neumáticos alrededor de un poste. El primer jugador en replicar correctamente la secuencia gana.
  - Jugado por: Ashley vs. Priscilla
- Lucha de Poste: Los jugadores comienzan en el centro de la guarida con ambas manos en un poste de metal. El primer jugador en arrebatar el poste de las manos de su oponente dos veces gana.
  - Jugado por: Ed vs. Kyle
- Bombardeo: Los jugadores deben usar una cuerda para lanzar un misil aéreo hacia cinco objetivos. El primer jugador en alcanzar los cinco objetivos gana.
  - Jugado por: Bettina vs. Emy
- Soga en Llamas: Los jugadores comienzan en una jaula esférica frente a su oponente, con una cuerda encendida entre ellos. Deben sacar a su oponente de la jaula o sacar la cuerda de las manos de su oponente para ganar un punto. El primer jugador en anotar dos puntos gana.
  - Jugado por: Cory vs. Logan
- Escape de la Bóveda: Los jugadores deben sacar un candado cilíndrico de una bóveda de 6 metros girando el candado para que entre a través de un agujero estrecho. Luego deben subir a la cerradura y sacar la siguiente cerradura, continuando este proceso para las ocho cerraduras. El primer jugador en sacar los ocho candados y tocar la campana en la parte superior de la bóveda gana.
  - Jugado por: Amanda vs. Big T
- A Quemar Puentes: Los jugadores deben saltar de una plataforma y tocar una campana colgante antes de recoger una tabla. Luego deben volver a subir a la plataforma y colocar la tabla en el marco de un puente, repitiendo este proceso para las 16 tablas. Si pierden la campana, deben trepar y saltar de nuevo. El primer jugador en colocar las 16 tablas en su puente y tirar de la palanca al final gana.
  - Jugado por: Josh vs. Kyle
- Licencia para Relajarse: Los jugadores nadan a través de una piscina helada y hacen sonar una campana al final antes de salir de la piscina y resolver un rompecabezas geométrico. Periódicamente, TJ tocaba una bocina, lo que significa que los jugadores deben volver a ingresar a la piscina y tocar la campana nuevamente antes de poder continuar resolviendo el rompecabezas. El primer jugador en resolver el rompecabezas gana.
  - Jugado por: Big T vs. Emy
- Carrera de Cohetes: Los jugadores tienen 15 segundos para correr por la Guarida, saltar sobre un cohete en el camino y tirar de una palanca al final antes de regresar al inicio. Los jugadores repiten este proceso hasta que un jugador no puede completarlo dentro del tiempo asignado. Después de un período prolongado, el límite de tiempo se reduce a 10 segundos. El último jugador en pie gana.
  - Jugado por: Emanuel vs. Logan
- Caída de Drones: Los jugadores comienzan en un podio en los extremos opuestos de la Guarida. Un dron dejará caer un "paquete" con forma de balón de fútbol en el centro de la Guarida, que los jugadores deben recuperar y colocar en su podio para anotar un punto. El primer jugador en anotar dos puntos gana.
  - Jugado por: Amanda vs. Tori
- Triple Amenaza: Cada jugador tiene tres acertijos que deben resolver en orden. El primer jugador en resolver los tres acertijos gana.
  - Jugado por: Devin vs. Emanuel

### Desafío Final

#### Día uno
Los concursantes compitieron de manera individual en los primeros tres puntos de control, cambiaron a un formato de dos equipos para los siguientes cuatro puntos de control y terminaron en parejas. A la pareja ganadora del millón de dólares se le otorgó la decisión de cuánto dinero, en caso de que así lo quisiesen, otorgar a los finalistas restantes y cuánto dinero quedarse para ellos.
- Punto de control 1: Los jugadores deben armar un rompecabezas cúbico de un mapamundi antes de colocar diez íconos de banderas en el país que representan. Luego, los jugadores corren para abordar uno de los cuatro helicópteros que los llevarán a una zona de caída sobre un lago. Cada helicóptero tiene capacidad para dos jugadores y parte en el orden en que completaron el rompecabezas.

- Punto de control 2: Los jugadores saltan del helicóptero al lago, nadan hacia una scooter y la conducen hasta la orilla. En el camino, también deben recoger una pieza del rompecabezas atada a una boya. Después de llegar a la orilla, los jugadores corren por un camino rocoso y ondulado hasta el siguiente punto de control.

- Punto de control 3: Los jugadores llegan a una estación donde encuentran 15 piezas de rompecabezas además de la pieza que recolectaron durante el punto de control anterior. Deben usar las 16 piezas para resolver el rompecabezas antes de continuar por un sendero. Al finalizar, los jugadores pueden optar por unirse a la celda naranja o púrpura, cada una de las cuales tiene dos jugadores masculinos y dos femeninos. Luego, los jugadores competirían en estos equipos hasta nuevo aviso.

- Punto de control 4: Los equipos desenredan cuerdas y cadenas para liberar una jaula y recoger la caja fuerte que hay dentro. Luego deben sumergirse en un lago y memorizar un código sumergidos bajo el agua antes de transportar su caja fuerte a la montaña. Allí, los equipos deben encontrar letreros cercanos y decodificar el código que memorizaron para desbloquear la caja fuerte, recuperar la llave que está dentro y pasar al siguiente punto de control.

- Punto de control 5: Los equipos usan su llave del punto de control anterior para desbloquear un gran "misil" cilíndrico y llevarlo por un camino sinuoso hasta un rompecabezas. Allí, deben combinar su misil con otros 11 misiles para formar un rompecabezas de cerillas que deben resolver antes de pasar al siguiente punto de control.

- Punto de control 6 y etapa nocturna: Los equipos deben hacer rodar una gran esfera de metal que contiene suministros para la etapa nocturna por un camino hacia una cueva. El primer equipo en llegar a la cueva está a salvo, mientras que los cuatro miembros del equipo perdedor deben competir en una Eliminación Instantánea al día siguiente. Luego, los equipos pasan la noche en la cueva con los suministros proporcionados.
  - Ganadores: Celda Púrpura

#### Día dos
- Punto de Control 7 - Eliminación Instantánea ("Espalda con Espalda"): Los jugadores del equipo perdedor compiten contra su compañero de equipo del mismo género en una Eliminación Instantánea. Al igual que la primera eliminación de la temporada, los jugadores comienzan atados por la espalda en el centro de una plataforma. El primer jugador en arrastrar o empujar a su oponente por su respectiva rampa de la plataforma dos veces gana, mientras que los perdedores son eliminados.
  - Jugado por: Kyle vs. Nelson, Kaycee vs. Nany
  - Eliminados: Nelson (4.º lugar), Nany (4.º lugar)

- Etapa final: Los equipos se disuelven y los participantes completan la etapa final en parejas masculinas y femeninas. Los ganadores de la eliminación instantánea son recompensados con la posibilidad de seleccionar a cualquier jugador del género opuesto como su compañero. Los dos jugadores restantes no seleccionados forman la pareja final. Las parejas deben correr hasta la cima de una montaña para encontrar y memorizar un código de 20 dígitos. Luego deben dirigirse a una caja fuerte, ingresar el código para desbloquear la caja fuerte y recuperar el diamante negro que se encuentra dentro. La primera pareja en abrir su caja fuerte es declarada ganadora de Espías, mentiras y Aliados.
  - Ganadores: CT y Kaycee – $800 000 ($400 000 cada uno)
  - Segundo Lugar: Kyle & Tori – $100,000 ($50,000 cada uno)
  - Tercer Lugar: Devin & Emy – $100,000 ($50,000 cada uno)

## Resumen del Juego
| Episodio | Episodio                       | Género    | La Agencia | La Agencia       | Participantes de La Guarida                                              | Participantes de La Guarida                                              | Participantes de La Guarida                                              | Participantes de La Guarida                                              | Juego de La Guarida                                                      | Resultado de La Guarida                                                  | Resultado de La Guarida                                                  | Resultado de La Guarida                                                  | Resultado de La Guarida                                                  | Resultado de La Guarida                                                  |
| #        | Desafío                        | Género    | La Agencia | La Agencia       | Votado                                                                   | Votado                                                                   | Elección de La Agencia                                                   | Elección de La Agencia                                                   | Juego de La Guarida                                                      | Ganadores                                                                | Ganadores                                                                | Eliminados                                                               | Eliminados                                                               | Infiltrados                                                              |
| -------- | ------------------------------ | --------- | ---------- | ---------------- | ------------------------------------------------------------------------ | ------------------------------------------------------------------------ | ------------------------------------------------------------------------ | ------------------------------------------------------------------------ | ------------------------------------------------------------------------ | ------------------------------------------------------------------------ | ------------------------------------------------------------------------ | ------------------------------------------------------------------------ | ------------------------------------------------------------------------ | ------------------------------------------------------------------------ |
| 1        | Comprometido                   | N/A       |            | Aneesa & Logan   |                                                                          | Michaela & Renan                                                         |                                                                          | Corey L.                                                                 | Espalda con Espalda                                                      |                                                                          | Corey L. & Michele                                                       |                                                                          | Michaela & Renan                                                         | Yes                                                                      |
| 1        | Comprometido                   | N/A       | Michele    | Aneesa & Logan   |                                                                          | Michaela & Renan                                                         |                                                                          |                                                                          | Espalda con Espalda                                                      |                                                                          | Corey L. & Michele                                                       |                                                                          | Michaela & Renan                                                         | Yes                                                                      |
| 2        | Heli Atraco                    | N/A       |            | Esther & Fessy   |                                                                          | Kelz & Tracy                                                             |                                                                          | Emy                                                                      | Agentes Volteados                                                        |                                                                          | Ed & Emy                                                                 |                                                                          | Kelz & Tracy                                                             | Yes                                                                      |
| 2        | Heli Atraco                    | N/A       | Ed         | Esther & Fessy   |                                                                          | Kelz & Tracy                                                             |                                                                          |                                                                          | Agentes Volteados                                                        |                                                                          | Ed & Emy                                                                 |                                                                          | Kelz & Tracy                                                             | Yes                                                                      |
| 3        | Reconocimiento de Cueva Marina | N/A       |            | Ed & Tori        |                                                                          | Jeremiah & Tacha                                                         |                                                                          | Berna                                                                    | Deslizándose                                                             |                                                                          | Berna                                                                    |                                                                          | Tacha                                                                    | No                                                                       |
| 3        | Reconocimiento de Cueva Marina | N/A       | Corey L.   | Ed & Tori        |                                                                          | Jeremiah & Tacha                                                         |                                                                          |                                                                          | Deslizándose                                                             |                                                                          | Berna                                                                    |                                                                          | Tacha                                                                    | No                                                                       |
| 4        | Radiotransmisor                | N/A       |            | Esther & Fessy   |                                                                          | Corey L. & Michele                                                       |                                                                          | Hughie                                                                   | Por el Alambre                                                           |                                                                          | Amber & Hughie                                                           |                                                                          | Corey L. & Michele                                                       | Yes                                                                      |
| 4        | Radiotransmisor                | N/A       | Amber      | Esther & Fessy   |                                                                          | Corey L. & Michele                                                       |                                                                          |                                                                          | Por el Alambre                                                           |                                                                          | Amber & Hughie                                                           |                                                                          | Corey L. & Michele                                                       | Yes                                                                      |
| 5        | Campo Minado                   | N/A       |            | Berna & CT       |                                                                          | Aneesa & Logan                                                           |                                                                          | Gabo                                                                     | Activos Superiores                                                       |                                                                          | Logan                                                                    |                                                                          | Gabo                                                                     | Yes                                                                      |
| 6/7      | Agentes Giratorios             | N/A       |            | Emanuel & Kaycee |                                                                          | Esther & Fessy                                                           |                                                                          | Emy                                                                      | Jaula de Rabia                                                           |                                                                          | Emy                                                                      |                                                                          | Esther                                                                   | Yes                                                                      |
| 8        | Bomba de Buceo                 | N/A       |            | CT & Emy         |                                                                          | Berna & Hughie                                                           |                                                                          | Jeremiah                                                                 | Carrera de Escape                                                        |                                                                          | Jeremiah & Priscilla                                                     |                                                                          | Berna & Hughie                                                           | Yes                                                                      |
| 8        | Bomba de Buceo                 | N/A       | Priscilla  | CT & Emy         |                                                                          | Berna & Hughie                                                           |                                                                          |                                                                          | Carrera de Escape                                                        |                                                                          | Jeremiah & Priscilla                                                     |                                                                          | Berna & Hughie                                                           | Yes                                                                      |
| 9        | Batalla de Bombas              | N/A       |            | Logan & Nany     |                                                                          | Bettina & Cory                                                           |                                                                          | Jeremiah                                                                 | Colgando en Equilibrio                                                   |                                                                          | Bettina & Cory                                                           |                                                                          | Amber & Jeremiah                                                         | N/A                                                                      |
| 9        | Batalla de Bombas              | N/A       | Amber      | Logan & Nany     |                                                                          | Bettina & Cory                                                           |                                                                          |                                                                          | Colgando en Equilibrio                                                   |                                                                          | Bettina & Cory                                                           |                                                                          | Amber & Jeremiah                                                         | N/A                                                                      |
| #        | Desafío                        | Género    | Ganadores  | Ganadores        | Elección de La Agencia                                                   | Elección de La Agencia                                                   | Elegido                                                                  | Elegido                                                                  | Juego de la Guarida                                                      | Ganador                                                                  | Ganador                                                                  | Eliminado                                                                | Eliminado                                                                | Infiltrado                                                               |
| 10       | Diamante Veloz                 | Femenino  |            | Célula Esmeralda |                                                                          | Priscilla                                                                |                                                                          | Ashley                                                                   | Busca y Destruye                                                         |                                                                          | Ashley                                                                   |                                                                          | Priscilla                                                                | No                                                                       |
| 11       | Sabotaje Satelital             | Masculino |            | Célula Esmeralda |                                                                          | Ed                                                                       |                                                                          | Kyle                                                                     | Lucha de Poste                                                           |                                                                          | Kyle                                                                     |                                                                          | Ed                                                                       | Yes                                                                      |
| 12       | Contacto Rápido                | Femenino  |            | Célula Esmeralda |                                                                          | Emy                                                                      |                                                                          | Bettina                                                                  | Bombardeo                                                                |                                                                          | Emy                                                                      |                                                                          | Bettina                                                                  | Yes                                                                      |
| 13       | Inteligencia Sumergida         | Masculino |            | Célula Esmeralda |                                                                          | Cory                                                                     |                                                                          | Logan                                                                    | Soga en Llamas                                                           |                                                                          | Logan                                                                    |                                                                          | Cory                                                                     | Yes                                                                      |
| 14       | Inmersión                      | Femenino  |            | Célula Zafiro    |                                                                          | Amanda                                                                   |                                                                          | Big T                                                                    | Escape de la Bóveda                                                      |                                                                          | Amanda                                                                   |                                                                          | Big T                                                                    | Yes                                                                      |
| 15       | Carrera Boom                   | Femenino  |            | Célula Zafiro    |                                                                          | Kyle                                                                     |                                                                          | Josh                                                                     | A Quemar Puentes                                                         |                                                                          | Kyle                                                                     |                                                                          | Josh                                                                     | Yes                                                                      |
| 16       | Atraco del Millón de Dólares   | Femenino  |            | Célula Esmeralda |                                                                          | Big T                                                                    |                                                                          | Emy                                                                      | Licencia para Enfriarse                                                  |                                                                          | Emy                                                                      |                                                                          | Big T                                                                    | Yes                                                                      |
| 17       | Punto Muerto                   | Femenino  |            | Célula Zafiro    |                                                                          | Logan                                                                    |                                                                          | Emanuel                                                                  | Carrera de Cohetes                                                       |                                                                          | Emanuel                                                                  |                                                                          | Logan                                                                    | N/A                                                                      |
| #        | Desafío                        | Género    | Ganadores  | Ganadores        | Votado                                                                   | Votado                                                                   | Elegido                                                                  | Elegido                                                                  | Juego de la Guarida                                                      | Ganador                                                                  | Ganador                                                                  | Eliminado                                                                | Eliminado                                                                | N/A                                                                      |
| 18       | N/A                            | Femenino  | N/A        | N/A              |                                                                          | Amanda                                                                   |                                                                          | Tori                                                                     | Caída de Drones                                                          |                                                                          | Tori                                                                     |                                                                          | Amanda                                                                   | N/A                                                                      |
| 18       | N/A                            | Masculino | N/A        | N/A              |                                                                          | Emanuel                                                                  |                                                                          | Devin                                                                    | Triple Amenaza                                                           |                                                                          | Devin                                                                    |                                                                          | Emanuel                                                                  | N/A                                                                      |
| 18/19    | Desafío Final                  | N/A       |            | CT & Kaycee      | 2.º Lugar: Kyle & Tori; 3.er Lugar: Devin & Emy; 4.º Lugar: Nany, Nelson | 2.º Lugar: Kyle & Tori; 3.er Lugar: Devin & Emy; 4.º Lugar: Nany, Nelson | 2.º Lugar: Kyle & Tori; 3.er Lugar: Devin & Emy; 4.º Lugar: Nany, Nelson | 2.º Lugar: Kyle & Tori; 3.er Lugar: Devin & Emy; 4.º Lugar: Nany, Nelson | 2.º Lugar: Kyle & Tori; 3.er Lugar: Devin & Emy; 4.º Lugar: Nany, Nelson | 2.º Lugar: Kyle & Tori; 3.er Lugar: Devin & Emy; 4.º Lugar: Nany, Nelson | 2.º Lugar: Kyle & Tori; 3.er Lugar: Devin & Emy; 4.º Lugar: Nany, Nelson | 2.º Lugar: Kyle & Tori; 3.er Lugar: Devin & Emy; 4.º Lugar: Nany, Nelson | 2.º Lugar: Kyle & Tori; 3.er Lugar: Devin & Emy; 4.º Lugar: Nany, Nelson | 2.º Lugar: Kyle & Tori; 3.er Lugar: Devin & Emy; 4.º Lugar: Nany, Nelson |

### Progreso de eliminación
| Jugadores | Jugadores | Episodios | Episodios | Episodios | Episodios | Episodios | Episodios | Episodios | Episodios | Episodios | Episodios | Episodios | Episodios | Episodios | Episodios | Episodios | Episodios | Episodios | Episodios | Episodios | Episodios | Episodios | Episodios | Episodios | Episodios | Episodios |
| Jugadores | Jugadores | 1         | 2         | 3         | 4         | 5         | 6/7       | 8         | 9         | 10        | 10        | 11        | 12        | 12        | 13        | 13        | 14        | 14        | 15        | 15        | 16        | 16        | 17        | 18        | 18        | Final     |
| --------- | --------- | --------- | --------- | --------- | --------- | --------- | --------- | --------- | --------- | --------- | --------- | --------- | --------- | --------- | --------- | --------- | --------- | --------- | --------- | --------- | --------- | --------- | --------- | --------- | --------- | --------- |
|           | CT        | SEGURO    | SEGURO    | SEGURO    | SEGURO    | GANA      | SEGURO    | GANA      | SEGURO    |           | SEGURO    | SEGURO    |           | SEGURO    |           | SEGURO    |           | GANA      |           | GANA      |           | SEGURO    | GANA      |           | SEGURO    | GANADOR   |
|           | Kaycee    | SEGURA    | SEGURA    | SEGURA    | SEGURA    | SEGURA    | GANA      | SEGURA    | SEGURA    |           | GANA      | GANA      |           | GANA      |           | GANA      |           | SEGURA    |           | SEGURO    |           | GANA      | SEGURA    |           | SEGURA    | GANADORA  |
|           | Kyle      | SEGURO    | SEGURO    | SEGURO    | SEGURO    | SEGURO    | SEGURO    | SEGURO    | SEGURO    |           | SEGURO    | GUARIDA   |           | SEGURO    |           | SEGURO    |           | SEGURO    |           | GUARIDA   |           | SEGURO    | GANA      |           | SEGURO    | SEGUNDO   |
|           | Tori      | SEGURA    | SEGURA    | GANA      | SEGURA    | SEGURA    | SEGURA    | SEGURA    | SEGURA    |           | GANA      | GANA      |           | GANA      |           | GANA      |           | SEGURA    |           | SEGURO    |           | SEGURA    | SEGURA    |           | GUARIDA   | SEGUNDA   |
|           | Devin     | SEGURO    | SEGURO    | SEGURO    | SEGURO    | SEGURO    | SEGURO    | SEGURO    | SEGURO    |           | GANA      | GANA      |           | GANA      |           | GANA      |           | SEGURO    |           | SEGURO    |           | GANA      | SEGURO    |           | GUARIDA   | TERCERO   |
|           | Emy       | SEGURA    | GUARIDA   | SEGURA    | SEGURA    | SEGURA    | GUARIDA   | GANA      | SEGURA    |           | SEGURA    | SEGURA    |           | GUARIDA   |           | SEGURA    |           | GANA      |           | GANA      |           | GUARIDA   | GANA      |           | SEGURA    | TERCERO   |
|           | Nany      | SEGURA    | SEGURA    | SEGURA    | SEGURA    | SEGURA    | SEGURA    | SEGURA    | GANA      |           | GANA      | GANA      |           | GANA      |           | GANA      |           | SEGURA    |           | SEGURO    |           | GANA      | SEGURA    |           | SEGURA    | CUARTA    |
|           | Nelson    | SEGURO    | SEGURO    | SEGURO    | SEGURO    | SEGURO    | SEGURO    | SEGURO    | SEGURO    |           | SEGURO    | SEGURO    |           | SEGURO    |           | SEGURO    |           | SEGURO    |           | SEGURO    |           | SEGURO    | SEGURO    |           | SEGURO    | CUARTO    |
|           | Emanuel   | SEGURO    | SEGURO    | SEGURO    | SEGURO    | SEGURO    | GANA      | SEGURO    | SEGURO    |           | GANA      | GANA      |           | GANA      |           | GANA      |           | SEGURO    |           | SEGURO    |           | GANA      | GUARIDA   |           | ELIM      |           |
|           | Amanda    | SEGURA    | SEGURA    | SEGURA    | SEGURA    | SEGURA    | SEGURA    | SEGURA    | SEGURA    |           | SEGURA    | SEGURA    |           | SEGURA    |           | SEGURA    |           | GUARIDA   |           | SEGURA    |           | GANA      | SEGURA    |           | ELIM      |           |
|           | Logan     | GANA      | SEGURO    | SEGURO    | SEGURO    | GUARIDA   | SEGURO    | SEGURO    | GANA      |           | SEGURO    | SEGURO    |           | SEGURO    |           | GUARIDA   |           | GANA      |           | GANA      |           | SEGURO    | ELIM      |           |           |           |
|           | Big T     | SEGURA    | SEGURA    | SEGURA    | SEGURA    | SEGURA    | SEGURA    | SEGURA    | SEGURA    |           | SEGURA    | SEGURA    |           | SEGURA    |           | SEGURA    |           | ELIM      |           | SEGURO    |           | ELIM      |           |           |           |           |
|           | Josh      | SEGURO    | SEGURO    | SEGURO    | SEGURO    | SEGURO    | SEGURO    | SEGURO    | SEGURO    |           | GANA      | GANA      |           | GANA      |           | GANA      |           | SEGURO    |           | ELIM      |           |           |           |           |           |           |
|           | Ashley    | SEGURA    | SEGURA    | SEGURA    | SEGURA    | SEGURA    | SEGURA    | SEGURA    | SEGURA    |           | GUARIDA   | SEGURA    |           | SEGURA    |           | SEGURA    |           | DQ        |           |           |           |           |           |           |           |           |
|           | Cory      | SEGURO    | SEGURO    | SEGURO    | SEGURO    | SEGURO    | SEGURO    | SEGURO    | GUARIDA   |           | SEGURO    | SEGURO    |           | SEGURO    |           | ELIM      |           |           |           |           |           |           |           |           |           |           |
|           | Bettina   | SEGURA    | SEGURA    | SEGURA    | SEGURA    | SEGURA    | SEGURA    | SEGURA    | GUARIDA   |           | SEGURA    | SEGURA    |           | ELIM      |           |           |           |           |           |           |           |           |           |           |           |           |
|           | Ed        | N/A       | GUARIDA   | GANA      | SEGURO    | SEGURO    | SEGURO    | SEGURO    | SEGURO    |           | SEGURO    | ELIM      |           |           |           |           |           |           |           |           |           |           |           |           |           |           |
|           | Priscilla | SEGURA    | SEGURA    | SEGURA    | SEGURA    | SEGURA    | SEGURA    | GUARIDA   | SEGURA    |           | ELIM      |           |           |           |           |           |           |           |           |           |           |           |           |           |           |           |
|           | Amber     | N/A       | SEGURA    | SEGURA    | GUARIDA   | SEGURA    | SEGURA    | SEGURA    | ELIM      |           |           |           |           |           |           |           |           |           |           |           |           |           |           |           |           |           |
|           | Jeremiah  | SEGURO    | SEGURO    | GUARIDA   | SEGURO    | SEGURO    | SEGURO    | GUARIDA   | ELIM      |           |           |           |           |           |           |           |           |           |           |           |           |           |           |           |           |           |
|           | Berna     | SEGURA    | SEGURA    | GUARIDA   | SEGURA    | GANA      | SEGURA    | ELIM      |           |           |           |           |           |           |           |           |           |           |           |           |           |           |           |           |           |           |
|           | Hughie    | SEGURO    | SEGURO    | SEGURO    | GUARIDA   | SEGURO    | SEGURO    | ELIM      |           |           |           |           |           |           |           |           |           |           |           |           |           |           |           |           |           |           |
|           | Esther    | SEGURA    | GANA      | SEGURA    | GANA      | SEGURA    | ELIM      |           |           |           |           |           |           |           |           |           |           |           |           |           |           |           |           |           |           |           |
|           | Fessy     | SEGURO    | GANA      | SEGURO    | GANA      | SEGURO    | DQ        |           |           |           |           |           |           |           |           |           |           |           |           |           |           |           |           |           |           |           |
|           | Gabo      | SEGURO    | SEGURO    | SEGURO    | SEGURO    | ELIM      |           |           |           |           |           |           |           |           |           |           |           |           |           |           |           |           |           |           |           |           |
|           | Aneesa    | GANA      | SEGURA    | SEGURA    | SEGURA    | ELIM      |           |           |           |           |           |           |           |           |           |           |           |           |           |           |           |           |           |           |           |           |
|           | Corey L.  | GUARIDA   | SEGURO    | GUARIDA   | ELIM      |           |           |           |           |           |           |           |           |           |           |           |           |           |           |           |           |           |           |           |           |           |
|           | Michele   | GUARIDA   | SEGURA    | SEGURA    | ELIM      |           |           |           |           |           |           |           |           |           |           |           |           |           |           |           |           |           |           |           |           |           |
|           | Tacha     | SEGURA    | SEGURA    | ELIM      |           |           |           |           |           |           |           |           |           |           |           |           |           |           |           |           |           |           |           |           |           |           |
|           | Tommy     | SEGURO    | SEGURO    | ELIM      |           |           |           |           |           |           |           |           |           |           |           |           |           |           |           |           |           |           |           |           |           |           |
|           | Kelz      | SEGURO    | ELIM      |           |           |           |           |           |           |           |           |           |           |           |           |           |           |           |           |           |           |           |           |           |           |           |
|           | Tracy     | SEGURA    | ELIM      |           |           |           |           |           |           |           |           |           |           |           |           |           |           |           |           |           |           |           |           |           |           |           |
|           | Lauren    | SEGURA    | DQ        |           |           |           |           |           |           |           |           |           |           |           |           |           |           |           |           |           |           |           |           |           |           |           |
|           | Michaela  | ELIM      |           |           |           |           |           |           |           |           |           |           |           |           |           |           |           |           |           |           |           |           |           |           |           |           |
|           | Renan     | ELIM      |           |           |           |           |           |           |           |           |           |           |           |           |           |           |           |           |           |           |           |           |           |           |           |           |
|           | Nam       | ELIM      |           |           |           |           |           |           |           |           |           |           |           |           |           |           |           |           |           |           |           |           |           |           |           |           |

Competencia
     El concursante completo el desafío final y ganó.
     El concursante completo el desafío final y perdió.
     El concursante fue descalificado del desafío final.
     El equipo del concursante ganó el desafío diario, formó La Agencia y estuvo inmune.
     El concursante no fue seleccionado para La Guarida.
     El compañero de equipo del concursante fue nominado para La Guarida.
     El concursante fue nominado para La Guarida pero no tuvo que competir.
     El concursante ganó en La Guarida.
     El concursante perdió La Guarida y fue eliminado.
     El concursante fue retirado de la competencia debido a una lesión / enfermedad.
     El concursante se retiró de la competencia por razones personales.
     El concursante fue descalificado de la competencia debido a la violencia física/verbal.

### Progreso de Equipos
Episodios 1-9: Parejas hombre-mujer
Durante el desafío de apertura "Comprometido", los concursantes internacionales tuvieron que seleccionar a su pareja inicial del sexo opuesto de los concursantes estadounidenses. No se les dio tiempo para conocer a los concursantes estadounidenses de antemano y tuvieron que decidir basándose únicamente en los expedientes proporcionados durante la noche anterior, o en su conocimiento previo. Las parejas se disolvieron al comienzo del décimo episodio.
Episodio 10-17: 3 equipos (Esmeralda, Rubí y Zafiro)
Los 18 concursantes restantes se dividieron en tres equipos (llamados "Celdas") de seis según el color del equipo que seleccionaron durante la primera etapa del desafío "Diamante Veloz".
| Jugadores | Jugadores | Episodios | Episodios | Episodios | Episodios | Episodios | Episodios | Episodios | Episodios | Episodios | Episodios | Episodios | Episodios | Episodios | Episodios | Episodios | Episodios | Episodios | Episodios |
| Jugadores | Jugadores | 1         | 2         | 3         | 4         | 5         | 6/7       | 8         | 9         | 10        | 11        | 12        | 13        | 14        | 15        | 16        | 17        | Final     | Final     |
| --------- | --------- | --------- | --------- | --------- | --------- | --------- | --------- | --------- | --------- | --------- | --------- | --------- | --------- | --------- | --------- | --------- | --------- | --------- | --------- |
|           | CT        | Berna     | Berna     | Berna     | Berna     | Berna     | Berna     | Emy       | Emy       | Zafiro    | Zafiro    | Zafiro    | Zafiro    | Zafiro    | Zafiro    | Zafiro    | Zafiro    | Púrpura   | Kaycee    |
|           | Kaycee    | Emanuel   | Emanuel   | Emanuel   | Emanuel   | Emanuel   | Emanuel   | Emanuel   | Emanuel   | Esmeralda | Esmeralda | Esmeralda | Esmeralda | Esmeralda | Esmeralda | Esmeralda | Esmeralda | Naranja   | CT        |
|           | Kyle      | Amanda    | Amanda    | Amanda    | Amanda    | Amanda    | Amanda    | Amanda    | Amanda    | Rubí      | Rubí      | Zafiro    | Zafiro    | Rubí      | Rubí      | Zafiro    | Zafiro    | Naranja   | Tori      |
|           | Tori      | Kelz      | Corey L.  | Ed        | Ed        | Ed        | Ed        | Ed        | Jeremiah  | Esmeralda | Esmeralda | Esmeralda | Esmeralda | Esmeralda | Rubí      | Rubí      | Rubí      | Púrpura   | Kyle      |
|           | Devin     | Tracy     | Michele   | Emy       | Emy       | Amber     | Amber     | Amber     | Amber     | Esmeralda | Esmeralda | Esmeralda | Esmeralda | Esmeralda | Esmeralda | Esmeralda | Esmeralda | Púrpura   | Emy       |
|           | Emy       | Corey L.  | Ed        | Devin     | Devin     | Gabo      | Hughie    | CT        | CT        | Rubí      | Rubí      | Rubí      | Zafiro    | Zafiro    | Zafiro    | Zafiro    | Zafiro    | Púrpura   | Devin     |
|           | Nany      | Gabo      | Gabo      | Gabo      | Gabo      | Hughie    | Logan     | Logan     | Logan     | Esmeralda | Esmeralda | Esmeralda | Esmeralda | Esmeralda | Esmeralda | Esmeralda | Esmeralda | Naranja   |           |
|           | Nelson    | Priscilla | Priscilla | Priscilla | Priscilla | Priscilla | Priscilla | Priscilla | Big T     | Zafiro    | Zafiro    | Rubí      | Rubí      | Rubí      | Rubí      | Rubí      | Rubí      | Naranja   |           |
|           | Emanuel   | Kaycee    | Kaycee    | Kaycee    | Kaycee    | Kaycee    | Kaycee    | Kaycee    | Kaycee    | Esmeralda | Esmeralda | Esmeralda | Esmeralda | Esmeralda | Esmeralda | Esmeralda | Esmeralda |           |           |
|           | Amanda    | Kyle      | Kyle      | Kyle      | Kyle      | Kyle      | Kyle      | Kyle      | Kyle      | Zafiro    | Zafiro    | Zafiro    | Rubí      | Rubí      | Esmeralda | Esmeralda | Esmeralda |           |           |
|           | Logan     | Aneesa    | Aneesa    | Aneesa    | Aneesa    | Aneesa    | Nany      | Nany      | Nany      | Rubí      | Rubí      | Rubí      | Rubí      | Zafiro    | Zafiro    | Rubí      | Rubí      |           |           |
|           | Big T     | Tommy     | Tommy     | Tommy     | Jeremiah  | Jeremiah  | Jeremiah  | Jeremiah  | Nelson    | Rubí      | Rubí      | Rubí      | Rubí      | Rubí      | Rubí      | Rubí      |           |           |           |
|           | Josh      | Lauren    | Amber     | Amber     | Amber     | Ashley    | Ashley    | Ashley    | Priscilla | Esmeralda | Esmeralda | Esmeralda | Esmeralda | Esmeralda | Esmeralda |           |           |           |           |
|           | Ashley    | Hughie    | Hughie    | Hughie    | Hughie    | Josh      | Josh      | Josh      | Ed        | Zafiro    | Zafiro    | Zafiro    | Zafiro    | Zafiro    |           |           |           |           |           |
|           | Cory      | Bettina   | Bettina   | Bettina   | Bettina   | Bettina   | Bettina   | Bettina   | Bettina   | Rubí      | Rubí      | Rubí      | Rubí      |           |           |           |           |           |           |
|           | Bettina   | Cory      | Cory      | Cory      | Cory      | Cory      | Cory      | Cory      | Cory      | Zafiro    | Zafiro    | Zafiro    |           |           |           |           |           |           |           |
|           | Ed        |           | Emy       | Tori      | Tori      | Tori      | Tori      | Tori      | Ashley    | Zafiro    | Zafiro    |           |           |           |           |           |           |           |           |
|           | Priscilla | Nelson    | Nelson    | Nelson    | Nelson    | Nelson    | Nelson    | Nelson    | Josh      | Rubí      |           |           |           |           |           |           |           |           |           |
|           | Amber     |           | Josh      | Josh      | Josh      | Devin     | Devin     | Devin     | Devin     |           |           |           |           |           |           |           |           |           |           |
|           | Jeremiah  | Tacha     | Tacha     | Tacha     | Big T     | Big T     | Big T     | Big T     | Tori      |           |           |           |           |           |           |           |           |           |           |
|           | Berna     | CT        | CT        | CT        | CT        | CT        | CT        | Hughie    |           |           |           |           |           |           |           |           |           |           |           |
|           | Hughie    | Ashley    | Ashley    | Ashley    | Ashley    | Nany      | Emy       | Berna     |           |           |           |           |           |           |           |           |           |           |           |
|           | Esther    | Fessy     | Fessy     | Fessy     | Fessy     | Fessy     | Fessy     |           |           |           |           |           |           |           |           |           |           |           |           |
|           | Fessy     | Esther    | Esther    | Esther    | Esther    | Esther    | Esther    |           |           |           |           |           |           |           |           |           |           |           |           |
|           | Gabo      | Nany      | Nany      | Nany      | Nany      | Emy       |           |           |           |           |           |           |           |           |           |           |           |           |           |
|           | Aneesa    | Logan     | Logan     | Logan     | Logan     | Logan     |           |           |           |           |           |           |           |           |           |           |           |           |           |
|           | Corey L.  | Emy       | Tori      | Michaela  | Michaela  |           |           |           |           |           |           |           |           |           |           |           |           |           |           |
|           | Michele   | Nam       | Devin     | Corey L.  | Corey L.  |           |           |           |           |           |           |           |           |           |           |           |           |           |           |
|           | Tacha     | Jeremiah  | Jeremiah  | Jeremiah  |           |           |           |           |           |           |           |           |           |           |           |           |           |           |           |
|           | Tommy     | Big T     | Big T     | Big T     |           |           |           |           |           |           |           |           |           |           |           |           |           |           |           |
|           | Kelz      | Tori      | Tracy     |           |           |           |           |           |           |           |           |           |           |           |           |           |           |           |           |
|           | Tracy     | Devin     | Kelz      |           |           |           |           |           |           |           |           |           |           |           |           |           |           |           |           |
|           | Lauren    | Josh      |           |           |           |           |           |           |           |           |           |           |           |           |           |           |           |           |           |
|           | Michaela  | Renan     |           |           |           |           |           |           |           |           |           |           |           |           |           |           |           |           |           |
|           | Renan     | Michaela  |           |           |           |           |           |           |           |           |           |           |           |           |           |           |           |           |           |
|           | Nam       | Michele   |           |           |           |           |           |           |           |           |           |           |           |           |           |           |           |           |           |

- Equipos al inicio de cada episodio.

## Progreso de la Votación
| Voto de la Casa    | Voto de la Casa    | Michaela & Renan 29/31 votos | Michaela & Renan 29/31 votos | Kelz & Tracy 19/30 votos | Kelz & Tracy 19/30 votos | Jeremiah & Tacha 18/27 votos | Jeremiah & Tacha 18/27 votos | Corey L. & Michele 19/26 votos | Corey L. & Michele 19/26 votos | Aneesa & Logan 21/23 votos | Esther & Fessy 15/21 votos | Berna & Hughie 20/20 votos | Berna & Hughie 20/20 votos | Bettina & Cory 12/18 votos | Bettina & Cory 12/18 votos | N/A       | N/A       | N/A       | N/A       | N/A       | N/A       | N/A       | N/A       | Amanda 8/10 votos | Emanuel 6/10 votos |
| Voto de La Agencia | Voto de La Agencia | Corey L. 2/2 votos           | Michele 2/2 votos            | Emy 2/2 votos            | Ed 2/2 votos             | Berna 2/2 votos              | Corey L. 2/2 votos           | Hughie 2/2 votos               | Amber 2/2 votos                | Gabo 2/2 votos             | Emy 2/2 votos              | Jeremiah 2/2 votos         | Priscilla 2/2 votos        | Jeremiah 2/2 votos         | Amber 2/2 votos            | Priscilla | Ed        | Emy       | Cory      | Amanda    | Kyle      | Big T     | Logan     | N/A               | N/A                |
| Elegido            | Elegido            | N/A                          | N/A                          | N/A                      | N/A                      | N/A                          | N/A                          | N/A                            | N/A                            | N/A                        | N/A                        | N/A                        | N/A                        | N/A                        | N/A                        | Ashley    | Kyle      | Bettina   | Logan     | Big T     | Josh      | Emy       | Emanuel   | Tori              | Devin              |
| Jugadores          | Jugadores          | Episodios                    | Episodios                    | Episodios                | Episodios                | Episodios                    | Episodios                    | Episodios                      | Episodios                      | Episodios                  | Episodios                  | Episodios                  | Episodios                  | Episodios                  | Episodios                  | Episodios | Episodios | Episodios | Episodios | Episodios | Episodios | Episodios | Episodios | Episodios         | Episodios          |
| Jugadores          | Jugadores          | 1                            | 1                            | 2                        | 2                        | 3                            | 3                            | 4                              | 4                              | 5                          | 7                          | 8                          | 8                          | 9                          | 9                          | 10        | 11        | 12        | 13        | 14        | 15        | 165       | 17        | 18                | 18                 |
|                    | CT                 | Michaela & Renan             | Michaela & Renan             | Aneesa & Logan           | Aneesa & Logan           | Jeremiah & Tacha             | Jeremiah & Tacha             | Corey L. & Michele             | Corey L. & Michele             | Gabo                       | Esther & Fessy             | Jeremiah                   | Priscilla                  | Bettina & Cory             | Bettina & Cory             |           |           |           |           | Amanda    | Kyle      |           | Logan     | Amanda            | Emanuel            |
|                    | Devin              | Michaela & Renan             | Michaela & Renan             | Kelz & Tracy             | Kelz & Tracy             | Jeremiah & Tacha             | Jeremiah & Tacha             | Corey L. & Michele             | Corey L. & Michele             | Aneesa & Logan             | Esther & Fessy             | Berna & Hughie             | Berna & Hughie             | Bettina & Cory             | Bettina & Cory             | Priscilla | N/A       | Emy       | N/A       |           |           | N/A       |           | Amanda            | Emanuel            |
|                    | Emy                | Michaela & Renan             | Michaela & Renan             | Ashley & Hughie          | Ashley & Hughie          | Jeremiah & Tacha             | Jeremiah & Tacha             | Big T & Jeremiah               | Big T & Jeremiah               | Aneesa & Logan             | Esther & Fessy             | Jeremiah                   | Priscilla                  | Bettina & Cory             | Bettina & Cory             |           |           | Bettina   |           | N/A       | N/A       |           | Logan     | Amanda            | Nelson             |
|                    | Kaycee             | Michaela & Renan             | Michaela & Renan             | Kelz & Tracy             | Kelz & Tracy             | Jeremiah & Tacha             | Jeremiah & Tacha             | Corey L. & Michele             | Corey L. & Michele             | Aneesa & Logan             | Emy                        | Berna & Hughie             | Berna & Hughie             | Bettina & Cory             | Bettina & Cory             | N/A       | N/A       | N/A       | N/A       |           |           | N/A       |           | Amanda            | Emanuel            |
|                    | Kyle               | Michaela & Renan             | Michaela & Renan             | Kelz & Tracy             | Kelz & Tracy             | Jeremiah & Tacha             | Jeremiah & Tacha             | Corey L. & Michele             | Corey L. & Michele             | Aneesa & Logan             | Esther & Fessy             | Berna & Hughie             | Berna & Hughie             | Bettina & Cory             | Bettina & Cory             |           |           |           |           |           | Josh      |           | N/A       | Amanda            | Emanuel            |
|                    | Nany               | Michaela & Renan             | Michaela & Renan             | Kelz & Tracy             | Kelz & Tracy             | Jeremiah & Tacha             | Jeremiah & Tacha             | Corey L. & Michele             | Corey L. & Michele             | Aneesa & Logan             | Esther & Fessy             | Berna & Hughie             | Berna & Hughie             | Jeremiah                   | Amber                      | N/A       | Logan     | Emy       | Cory      |           |           | Big T     |           | Amanda            | Emanuel            |
|                    | Nelson             | Michaela & Renan             | Michaela & Renan             | Kelz & Tracy             | Kelz & Tracy             | Jeremiah & Tacha             | Jeremiah & Tacha             | Corey L. & Michele             | Corey L. & Michele             | Aneesa & Logan             | Esther & Fessy             | Berna & Hughie             | Berna & Hughie             | Ashley & Ed                | Ashley & Ed                |           |           |           |           |           |           |           |           | Tori              | Emanuel            |
|                    | Tori               | Michaela & Renan             | Michaela & Renan             | Ed & Emy                 | Ed & Emy                 | Berna                        | Corey L.                     | Corey L. & Michele             | Corey L. & Michele             | Aneesa & Logan             | Esther & Fessy             | Berna & Hughie             | Berna & Hughie             | Bettina & Cory             | Bettina & Cory             | Priscilla | N/A       | N/A       | N/A       |           |           |           |           | Amanda            | Nelson             |
|                    | Emanuel            | Michaela & Renan             | Michaela & Renan             | Emanuel & Kaycee         | Emanuel & Kaycee         | Jeremiah & Tacha             | Jeremiah & Tacha             | Big T & Jeremiah               | Big T & Jeremiah               | Aneesa & Logan             | Emy                        | Berna & Hughie             | Berna & Hughie             | Bettina & Cory             | Bettina & Cory             | Priscilla | Ed        | Bettina   | N/A       |           |           | N/A       |           | Amanda            | Devin              |
|                    | Amanda             | Michaela & Renan             | Michaela & Renan             | Kelz & Tracy             | Kelz & Tracy             | Jeremiah & Tacha             | Jeremiah & Tacha             | Corey L. & Michele             | Corey L. & Michele             | Aneesa & Logan             | Esther & Fessy             | Berna & Hughie             | Berna & Hughie             | Bettina & Cory             | Bettina & Cory             |           |           |           |           | Big T     |           | N/A       |           | Tori              |                    |
|                    | Logan              | Corey L.                     | Michele                      | Kelz & Tracy             | Kelz & Tracy             | Ashley & Hughie              | Ashley & Hughie              | Ashley & Hughie                | Ashley & Hughie                | Emy & Gabo                 | Esther & Fessy             | Berna & Hughie             | Berna & Hughie             | Jeremiah                   | Amber                      |           |           |           |           | Amanda    | Kyle      |           | Emanuel   |                   |                    |
|                    | Big T              | Michaela & Renan             | Michaela & Renan             | Kelz & Tracy             | Kelz & Tracy             | Big T & Tommy                | Big T & Tommy                | Corey L. & Michele             | Corey L. & Michele             | Emy & Hughie               | Emy & Gabo                 | Berna & Hughie             | Berna & Hughie             | Bettina & Cory             | Bettina & Cory             |           |           |           |           |           |           | Emy       |           |                   |                    |
|                    | Josh               | Michaela & Renan             | Michaela & Renan             | Kelz & Tracy             | Kelz & Tracy             | Jeremiah & Tacha             | Jeremiah & Tacha             | Big T & Jeremiah               | Big T & Jeremiah               | Aneesa & Logan             | Emy & Hughie               | Berna & Hughie             | Berna & Hughie             | Bettina & Cory             | Bettina & Cory             | N/A       | N/A       | Emy       | Cory      |           |           |           |           |                   |                    |
|                    | Ashley             | Michaela & Renan             | Michaela & Renan             | Kelz & Tracy             | Kelz & Tracy             | Jeremiah & Tacha             | Jeremiah & Tacha             | Corey L. & Michele             | Corey L. & Michele             | Aneesa & Logan             | Esther & Fessy             | Berna & Hughie             | Berna & Hughie             | Bettina & Cory             | Bettina & Cory             |           |           |           |           |           |           |           |           |                   |                    |
|                    | Cory               | Michaela & Renan             | Michaela & Renan             | Kelz & Tracy             | Kelz & Tracy             | Jeremiah & Tacha             | Jeremiah & Tacha             | Corey L. & Michele             | Corey L. & Michele             | Aneesa & Logan             | Esther & Fessy             | Berna & Hughie             | Berna & Hughie             | Ashley & Ed                | Ashley & Ed                |           |           |           | Logan     |           |           |           |           |                   |                    |
|                    | Bettina            | Michaela & Renan             | Michaela & Renan             | Kelz & Tracy             | Kelz & Tracy             | Jeremiah & Tacha             | Jeremiah & Tacha             | Corey L. & Michele             | Corey L. & Michele             | Aneesa & Logan             | Esther & Fessy             | Berna & Hughie             | Berna & Hughie             | Ashley & Ed                | Ashley & Ed                |           |           |           |           |           |           |           |           |                   |                    |
|                    | Ed                 |                              |                              | Ashley & Hughie          | Ashley & Hughie          | Berna                        | Corey L.                     | Corey L. & Michele             | Corey L. & Michele             | Aneesa & Logan             | Berna & CT                 | Berna & Hughie             | Berna & Hughie             | Bettina & Cory             | Bettina & Cory             |           | Kyle      |           |           |           |           |           |           |                   |                    |
|                    | Priscilla          | Michaela & Renan             | Michaela & Renan             | Ed & Emy                 | Ed & Emy                 | Amber & Josh                 | Amber & Josh                 | Corey L. & Michele             | Corey L. & Michele             | Aneesa & Logan             | Berna & Priscilla          | Berna & Hughie             | Berna & Hughie             | Ashley & Ed                | Ashley & Ed                | Ashley    |           |           |           |           |           |           |           |                   |                    |
|                    | Amber              |                              |                              | Kelz & Tracy             | Kelz & Tracy             | Jeremiah & Tacha             | Jeremiah & Tacha             | Corey L. & Michele             | Corey L. & Michele             | Aneesa & Logan             | Esther & Fessy             | Berna & Hughie             | Berna & Hughie             | Ashley & Ed                | Ashley & Ed                |           |           |           |           |           |           |           |           |                   |                    |
|                    | Jeremiah           | Michaela & Renan             | Michaela & Renan             | Aneesa & Logan           | Aneesa & Logan           | Aneesa & Logan               | Aneesa & Logan               | Corey L. & Michele             | Corey L. & Michele             | Aneesa & Logan             | Berna & CT                 | Berna & Hughie             | Berna & Hughie             | Ashley & Ed                | Ashley & Ed                |           |           |           |           |           |           |           |           |                   |                    |
|                    | Berna              | Michaela & Renan             | Michaela & Renan             | Kelz & Tracy             | Kelz & Tracy             | Big T & Tommy                | Big T & Tommy                | Corey L. & Michele             | Corey L. & Michele             | Gabo                       | Amber & Devin              | Berna & Hughie             | Berna & Hughie             |                            |                            |           |           |           |           |           |           |           |           |                   |                    |
|                    | Hughie             | Michaela & Renan             | Michaela & Renan             | Kelz & Tracy             | Kelz & Tracy             | Ashley & Hughie              | Ashley & Hughie              | Ashley & Hughie                | Ashley & Hughie                | Aneesa & Logan             | Esther & Fessy             | Berna & Hughie             | Berna & Hughie             |                            |                            |           |           |           |           |           |           |           |           |                   |                    |
|                    | Esther             | Michaela & Renan             | Michaela & Renan             | Emy                      | Ed                       | Corey L. & Michele           | Corey L. & Michele           | Hughie                         | Amber                          | Aneesa & Logan             | Esther & Fessy             |                            |                            |                            |                            |           |           |           |           |           |           |           |           |                   |                    |
|                    | Fessy              | Michaela & Renan             | Michaela & Renan             | Emy                      | Ed                       | Esther & Fessy               | Esther & Fessy               | Hughie                         | Amber                          | Aneesa & Logan             |                            |                            |                            |                            |                            |           |           |           |           |           |           |           |           |                   |                    |
|                    | Gabo               | Michaela & Renan             | Michaela & Renan             | Kelz & Tracy             | Kelz & Tracy             | Jeremiah & Tacha             | Jeremiah & Tacha             | Corey L. & Michele             | Corey L. & Michele             | Aneesa & Logan             |                            |                            |                            |                            |                            |           |           |           |           |           |           |           |           |                   |                    |
|                    | Aneesa             | Corey L.                     | Michele                      | Kelz & Tracy             | Kelz & Tracy             | Jeremiah & Tacha             | Jeremiah & Tacha             | Corey L. & Michele             | Corey L. & Michele             |                            |                            |                            |                            |                            |                            |           |           |           |           |           |           |           |           |                   |                    |
|                    | Corey L.           | Michaela & Renan             | Michaela & Renan             | Kelz & Tracy             | Kelz & Tracy             | Jeremiah & Tacha             | Jeremiah & Tacha             | Devin & Emy                    | Devin & Emy                    |                            |                            |                            |                            |                            |                            |           |           |           |           |           |           |           |           |                   |                    |
|                    | Michele            | Michaela & Renan             | Michaela & Renan             | Kelz & Tracy             | Kelz & Tracy             | Jeremiah & Tacha             | Jeremiah & Tacha             | Aneesa & Logan                 | Aneesa & Logan                 |                            |                            |                            |                            |                            |                            |           |           |           |           |           |           |           |           |                   |                    |
|                    | Tacha              | Michaela & Renan             | Michaela & Renan             | Devin & Michele          | Devin & Michele          | Corey L. & Michele           | Corey L. & Michele           |                                |                                |                            |                            |                            |                            |                            |                            |           |           |           |           |           |           |           |           |                   |                    |
|                    | Tommy              | Michaela & Renan             | Michaela & Renan             | Aneesa & Logan           | Aneesa & Logan           |                              |                              |                                |                                |                            |                            |                            |                            |                            |                            |           |           |           |           |           |           |           |           |                   |                    |
|                    | Kelz               | Michaela & Renan             | Michaela & Renan             | Amber & Josh             | Amber & Josh             |                              |                              |                                |                                |                            |                            |                            |                            |                            |                            |           |           |           |           |           |           |           |           |                   |                    |
|                    | Tracy              | Michaela & Renan             | Michaela & Renan             | Ed & Emy                 | Ed & Emy                 |                              |                              |                                |                                |                            |                            |                            |                            |                            |                            |           |           |           |           |           |           |           |           |                   |                    |
|                    | Lauren             | Michaela & Renan             | Michaela & Renan             |                          |                          |                              |                              |                                |                                |                            |                            |                            |                            |                            |                            |           |           |           |           |           |           |           |           |                   |                    |
|                    | Michaela           | Corey L. & Emy               | Corey L. & Emy               |                          |                          |                              |                              |                                |                                |                            |                            |                            |                            |                            |                            |           |           |           |           |           |           |           |           |                   |                    |
|                    | Renan              | Josh & Lauren                | Josh & Lauren                |                          |                          |                              |                              |                                |                                |                            |                            |                            |                            |                            |                            |           |           |           |           |           |           |           |           |                   |                    |
|                    | Nam                |                              |                              |                          |                          |                              |                              |                                |                                |                            |                            |                            |                            |                            |                            |           |           |           |           |           |           |           |           |                   |                    |

Negrita indica que el jugador formaba parte de La Agencia.

## Episodios
| N.º (total) | N.º (temp.) | Título                      | Estreno original         | Audiencia en Estados Unidos (en millones) |
| --- | ----------- | --------------------------- | ------------------------ | ----------------------------------------- |
| - | -           | «Activación Global»         | 9 de agosto de 2021      | N/A                                       |
| La nueva generación de agentes globales de TJ se muda a la sede, donde los giros y vueltas ya están en juego. Los agentes se ponen al día y conocen a sus competidores novatos. |             |                             |                          |                                           |
| 489 | 1           | «La Lista»                  | 11 de agosto de 2021     | 0.66                                      |
| Los agentes de TJ se encuentran durante una misión de alto riesgo que tendrá un impacto masivo en el juego. El amor está en el aire en la sede, dos veteranos revelan su inesperado encuentro fuera de temporada y una lista escandalosa amenaza con desenmascarar a un jugador fuerte. |             |                             |                          |                                           |
| 490 | 2           | «Bertha»                    | 18 de agosto de 2021     | 0.62                                      |
| Los agentes surcan los cielos en la misión "Heli Atraco" y un "agente misterioso" se une al juego. Nelly T se mete en problemas cuando comienza a coquetear con dos agentes diferentes. La deliberación pone a prueba la alianza de veteranos. |             |                             |                          |                                           |
| 491 | 3           | «Verdad o Reto»             | 24 de agosto de 2021     | 0.51                                      |
| La lealtad de Big T se pone en duda, un intenso desafío de buceo resulta en múltiples lesiones y un deseo de venganza tienta a la Agencia a aplastar la alianza de los Veteranos. |             |                             |                          |                                           |
| 492 | 4           | «Desordenado»               | 1 de septiembre de 2021  | 0.50                                      |
| Amber busca afirmar su lugar en la alianza Big Brother, una decisión en una fracción de segundos durante el desafío "Radiotransmisor" pone a prueba la amistad de Devin y Kyle, y la eliminación se vuelve personal. |             |                             |                          |                                           |
| 493 | 5           | «Buenas Vibras y Gladiador» | 8 de septiembre de 2021  | 0.59                                      |
| El romance florece en la casa, la turbia misión "Campo Minado" ensucia el juego cuando los jugadores usan su cerebro y fuerza física para tener éxito. La lesión de un veterinario compromete la posición de su compañero en la competencia y dos jugadores novatos debaten sobre hacer una jugada muy arriesgada para asegurarse un socio fuerte.                                                                  |             |                             |                          |                                           |
| 494 | 6           | «Extraterrestre»            | 15 de septiembre de 2021 | 0.71                                      |
| Kaycee planea una cita romántica para Nany, los agentes dan una vuelta durante la vertiginosa misión "Agentes Giratorios", dos jugadores tienen una conexión secreta y la tensión que arde lentamente entre Fessy, Josh y Amber estalla en un caos total. |             |                             |                          |                                           |
| 495 | 7           | «Tío CT»                    | 22 de septiembre de 2021 | 0.61                                      |
| Emy traza una táctica arriesgada para robar a su compañero de ensueño, la casa espera nerviosamente la decisión de TJ sobre el incidente de la pizza, y un legendario juego de eliminación recibe un nuevo giro. |             |                             |                          |                                           |
| 496 | 8           | «La Amenaza»                | 29 de septiembre de 2021 | 0.65                                      |
| Después de que los veteranos amenazan a los novatos restantes, a un novato atrevido se le ocurre un plan para detonar la fortaleza del veterano. Berna llama a todos sus rivales de manera explosiva. Los competidores se adentran en los mares profundos durante la misión "Bomba de Buceo". Amber considera un movimiento arriesgado en busca de venganza, y dos equipos "Corren para Escapar" en la eliminación. |             |                             |                          |                                           |
| 497 | 9           | «La Guerra»                 | 6 de octubre de 2021     | 0.55                                      |
| Por fin, la Guerra de los Veteranos ha llegado poniendo a prueba la lealtad de todos. La embarrada misión "Batalla de Bombas" muestra quién está realmente jugando sucio. TJ sorprende a los agentes en la eliminación con un giro masivo que cambiará el juego. |             |                             |                          |                                           |
| 498 | 10          | «Piedras Preciosas»         | 13 de octubre de 2021    | 0.67                                      |
| El sorprendente giro de TJ se revela en la misión "Carrera del Diamante" y los jugadores luchan por ajustar las nuevas reglas. Sintiendo que es un objetivo constante, un veterano intenta comenzar de nuevo. A Amanda se le recuerda sus razones para luchar por el dinero. |             |                             |                          |                                           |
| 499 | 11          | «Tapón de Moco»             | 20 de octubre de 2021    | 0.61                                      |
| Los competidores hablan con sus familias, los equipos dan un salto de fe mientras se ciernen sobre el mar Mediterráneo en "Sabotaje por Satélite", Kyle se preocupa de que lo vean como un blanco fácil, Ed hace un movimiento de juego audaz, pero cuestionable y dos jugadores luchan por sobrevivir en el clásico juego de eliminación, "Lucha de Poste".                                                        |             |                             |                          |                                           |
| 500 | 12          | «500»                       | 27 de octubre de 2021    | 0.62                                      |
| En el episodio 500, los jugadores transfieren bolsas de dinero en efectivo a una zona de anotación en una rigurosa misión de "Barrido de Contacto", y Amanda provoca disensiones para convencer a un novato de que se ofrezca como voluntario para la eliminación. |             |                             |                          |                                           |
| 501 | 13          | «Titanic»                   | 3 de noviembre de 2021   | 0.68                                      |
| A Cory le preocupa que a medida que el juego se vuelve más feroz, los veterinarios podrían volverse contra él. Los jugadores compiten en la misión "Inteligencia hundida", donde la falta de esfuerzo de Amanda reduce las posibilidades de ganar de su equipo. La lealtad de Josh se pone a prueba mediante un nuevo vínculo y la historia dificulta que la Agencia nomine a alguien.                              |             |                             |                          |                                           |
| 502 | 14          | «Mavericks»                 | 10 de noviembre de 2021  | 0.60                                      |
| Los agentes deben convertirse en rebeldes en la misión inspirada en Top Gun. Con la espalda contra la pared, Amanda busca asegurar su futuro en el juego mientras Big T busca un camino fuera de la célula Ruby. Cuando Josh se equivoca y dice demasiado, un jugador se lo reprocha durante una tensa nominación.                                                                                                  |             |                             |                          |                                           |
| 503 | 15          | «La cueva del lobo»         | 17 de noviembre de 2021  | 0.63                                      |
| La célula Esmeralda intenta traer a la ferozmente independiente Amanda al redil. Luego de un sospechoso plan para sabotear, un equipo es expuesto en la misión "Carrera Boom" y muchas brechas se abren en numerosas amistades. |             |                             |                          |                                           |
| 504 | 16          | «Danza del Río»             | 24 de noviembre de 2021  | 0.71                                      |
| Emy intenta calmar las aguas entre CT y Kyle, los agentes prueban el dinero del premio mientras compiten en "El atraco del millón de dólares" y la célula esmeralda busca evitar una mayor infiltración. |             |                             |                          |                                           |
| 505 | 17          | «Punto Muerto»              | 1 de diciembre de 2021   | 0.68                                      |
| Nelson cuestiona la confiabilidad de Logan, los equipos se encuentran con un desafío elevado en "Punto Muerto", y los hombres mantienen la cabeza baja y tratan de evitar lo que puede ser la última eliminación. |             |                             |                          |                                           |
| 506 | 18          | «Noche de Errores»          | 8 de diciembre de 2021   | 0.66                                      |
| Las debilidades de Emanuel quedan expuestas en la eliminación, y Devin tiene la oportunidad de mostrar su mayor fortaleza, luego cada agente debe defenderse por sí mismo en una final épica de tierra y agua. |             |                             |                          |                                           |
| 507 | 19          | «La decisión»               | 15 de diciembre de 2021  | 0.72                                      |
| En el final de temporada, los agentes restantes se dividen en dos equipos y se enfrentan a varios acertijos mientras cierran el primer día de la final, y TJ introduce un nuevo giro en el segundo día. |             |                             |                          |                                           |

### Reunión Especial
La Reunión Especial se emitió el 22 de diciembre de 2021 y fue presentado por la presentadora de televisión Maria Menounos. Los miembros del elenco asistieron a Ámsterdam, Países Bajos.

## Desafíos siguientes
| Novato                | Desafíos siguientes                       | Desafíos ganados             | Dinero Ganado |
| --------------------- | ----------------------------------------- | ---------------------------- | ------------- |
| Berna Canbeldek       | Batalla por un Nuevo Campeón              | –                            | $0            |
| Bettina Buchanan      | –                                         | –                            | $0            |
| Corey Lay             | Batalla por un Nuevo Campeón              | –                            | $0            |
| Ed Eason              | Batalla por un Nuevo Campeón              | –                            | $0            |
| Emmanuel Neagu        | Batalla por un Nuevo Campeón              | Batalla por un Nuevo Campeón | $250,000      |
| Emy Alupei            | –                                         | –                            | $0            |
| Esther Agunbiade      | –                                         | –                            | $0            |
| Gábor "Gabo" Szabó    | –                                         | –                            | $0            |
| Hughie Maughan        | Batalla por un Nuevo Campeón              | –                            | $0            |
| Jeremiah White        | –                                         | –                            | $0            |
| Kelechi "Kelz" Dyke   | –                                         | –                            | $0            |
| Lauren Coogan         | –                                         | –                            | $0            |
| Logan Sampedro        | –                                         | –                            | $0            |
| Michaela Bradshaw     | –                                         | –                            | $0            |
| Michele Fitzgerald    | Todo o Nada, Batalla por un Nuevo Campeón | –                            | $0            |
| Natacha "Tacha" Akide | –                                         | –                            | $0            |
| Priscilla Anyabu      | –                                         | –                            | $0            |
| Renan Hellemans       | –                                         | –                            | $0            |
| Tommy Sheehan         | –                                         | –                            | $0            |
| Tracy Candela         | –                                         | –                            | $0            |

En Negrita indica que el novato llegó a la final esa temporada